# پانوکسون
پانوکسون (انگلیسی: Panokseon) یک کشتی پارویی و بادبانی بود که نوع اصلی کشتی جنگی بود که در اواخر قرن شانزدهم توسط پادشاهی چوسون استفاده می‌شد. اولین کشتی این نوع در سال ۱۵۵۵ ساخته شد.